# Ракетка

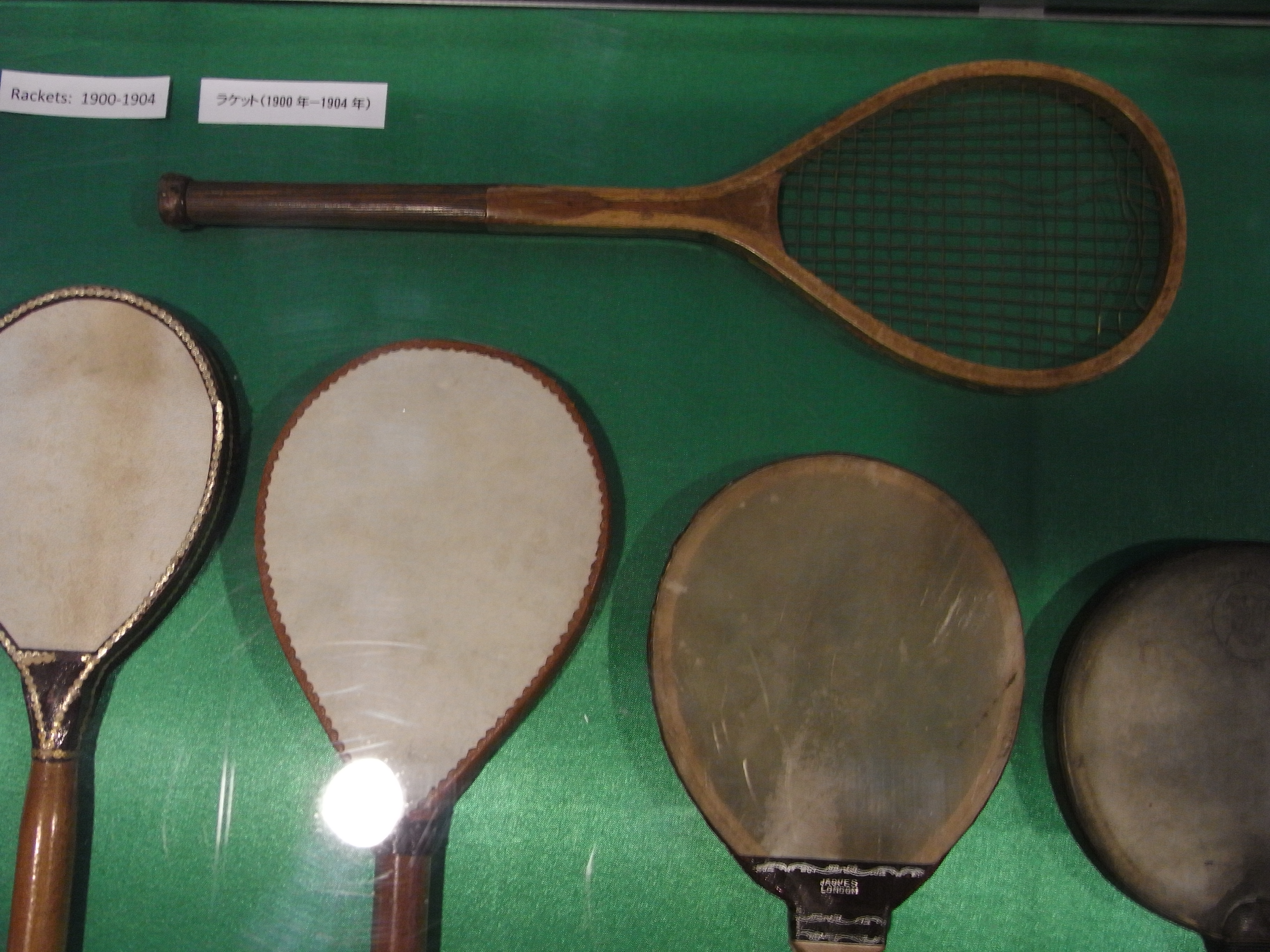
Некоторые экспонаты из коллекции ракеток музея ITTF

Ракетка — спортивный инвентарь, используемый в игровых видах спорта: теннисе (теннисная ракетка), сквоше, бадминтоне, настольном теннисе и некоторых других менее популярных играх, например, ракетболе. Слово «ракетка» происходит от арабского «рахат» (rakhat), означающего «ладонь руки».
Ракетка состоит из ручки и бьющей поверхности. Бьющая поверхность малой площади может быть сплошной, например в ракетке для настольного тенниса, для уменьшения аэродинамического сопротивления при большой площади обычно выполняется из натянутых струн. В последнем случае струны натягиваются на обод овальной или каплевидной формы, называемой головкой ракетки.
Прежде ракетки обычно изготавливали из дерева, а для струн использовали жилы или кишки домашних животных. В настоящее время в качестве материалов для ракеток часто используют синтетические материалы, такие как углеродное волокно и сплавы лёгких металлов. Для изготовления струн обычно используют нейлон или другие синтетические материалы, хотя струны из коровьих кишок всё ещё используются для натяжки теннисных ракеток. Ручки ракеток обычно обмотаны специальной тканью, помогающей игрокам их удерживать.

## Теннис

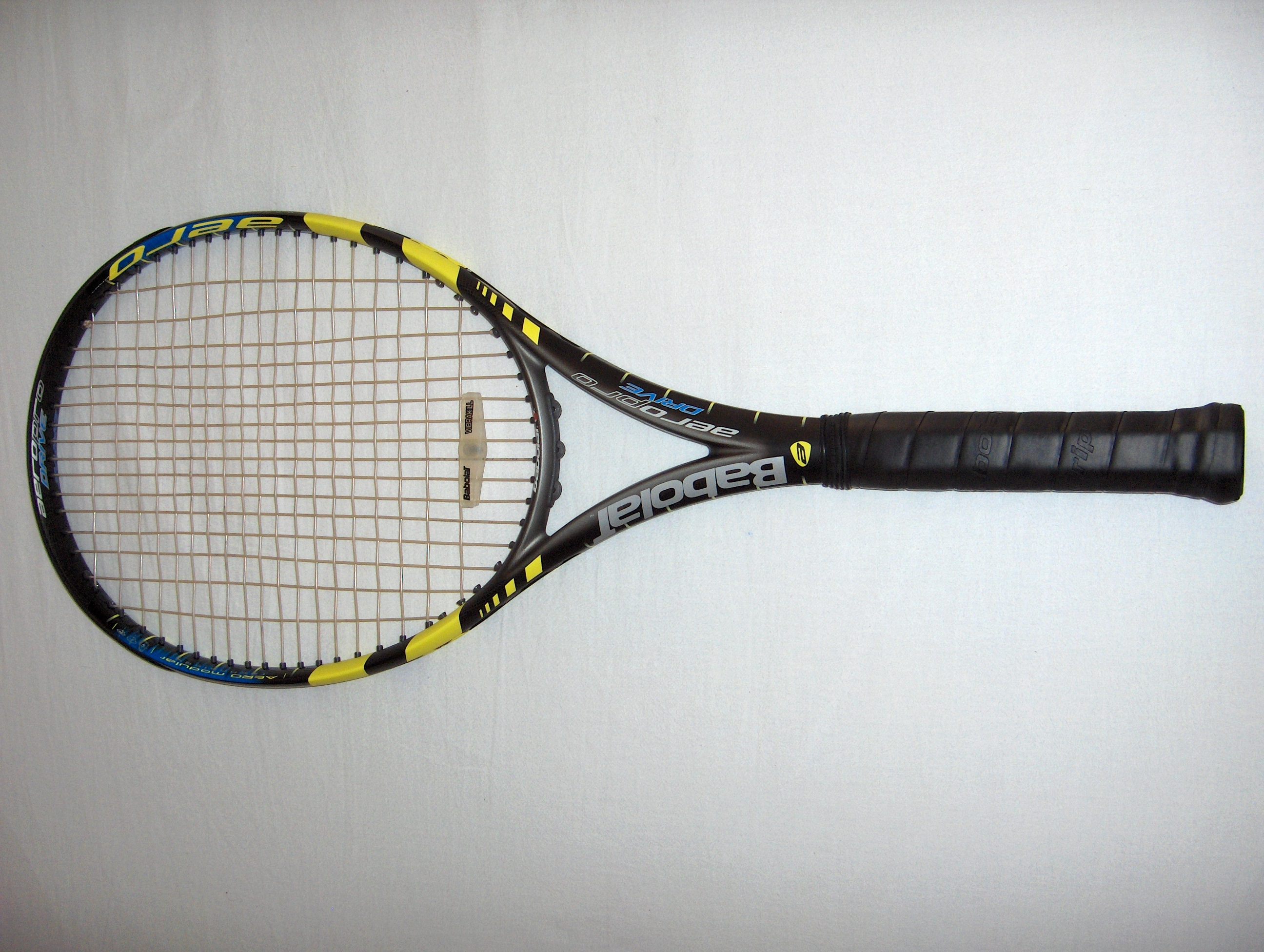
Теннисная ракетка

В современный теннис играют углепластиковыми ракетками, которые благодаря своим игровым качествам вытеснили и деревянные, и металлические, и стеклопластиковые ракетки. Тем не менее, более дешевые ракетки из лёгких металлических сплавов все ещё выпускаются для любителей и детей. Профессиональные игроки используют ракетки, основу которых составляет т. н. углеволокно — тонкие нити, получаемые из углеродосодержащих волокон (вискозных, акриловых и т. п.) в результате сложной технологической цепочки.

## Настольный теннис

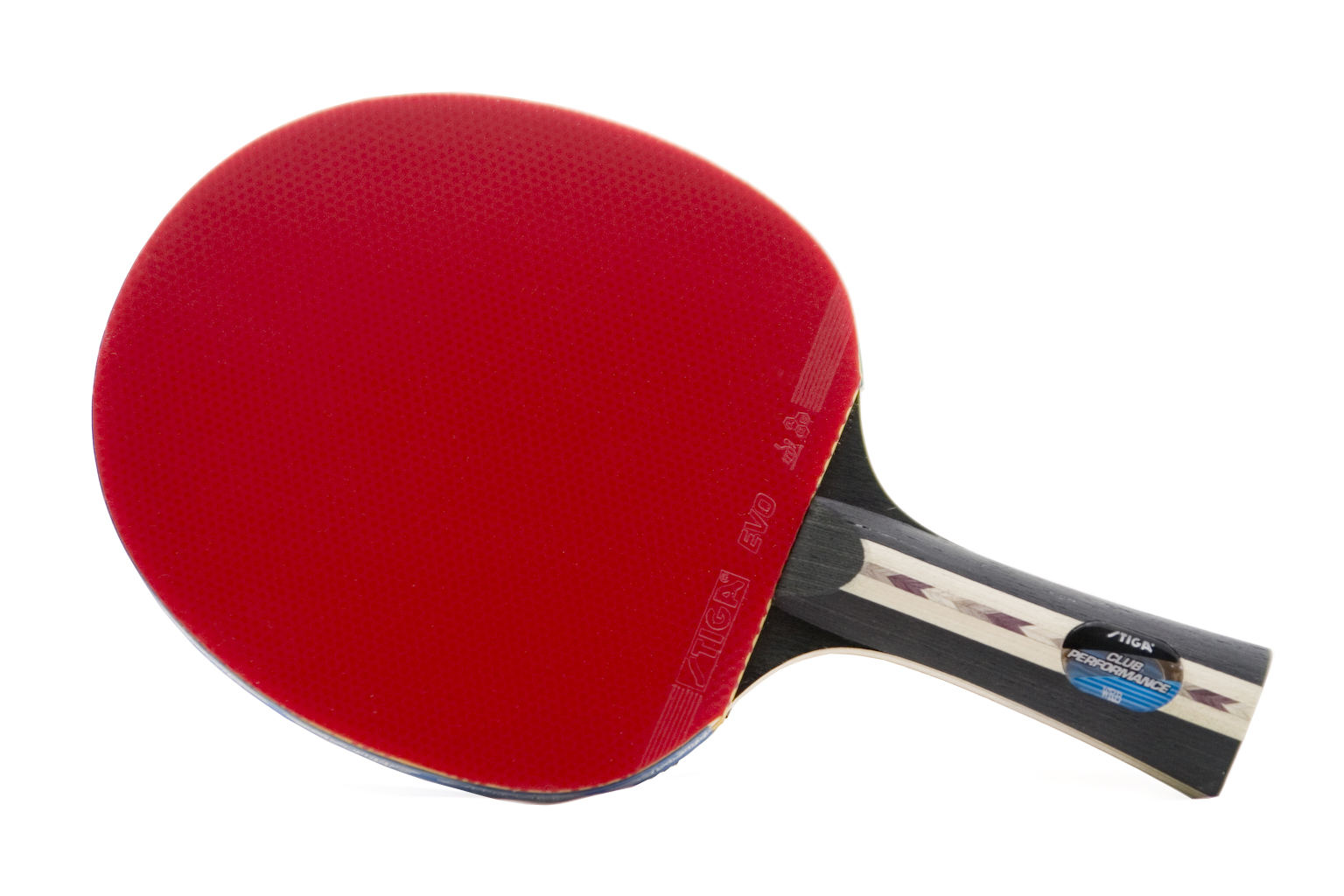
Современная ракетка для настольного тенниса

В настольном теннисе используются ракетки, сделанные из дерева (основание), покрытого одним или двумя слоями специальной резины (накладки) с обеих сторон (при использовании игровой хватки «перо» иногда одна из сторон ракетки накладки не имеет, в этом случае во время игры эта сторона использоваться не должна). Накладки на разных сторонах ракетки могут быть разными, они должны быть равномерной окраски и матовыми: одна сторона — чёрного цвета, а другая — ярко-красного.
Основание ракетки изготавливается из нескольких слоёв древесины различных пород и нескольких слоёв титана, карбона и других материалов. Согласно правилам ITTF, основание ракетки должно хотя бы на 85 % состоять из древесины. Накладка обычно состоит из двух слоёв: наружного из резины (topsheet) и внутреннего из губки (sponge). Резиновый слой может быть двух типов — шипами внутрь (гладкая) и шипами наружу (шипы). Губки бывают разной жёсткости и измеряются в градусах — от примерно 30° (мягкие) почти до 70° (жёсткие). Также одна и та же модель накладки изготовляется с губками разной толщины, что меняет её характеристики. Правила ограничивают максимальную суммарную (резина плюс губка) толщину накладок. Иногда губку не используют и наклеивают резину прямо на основание.
Профессиональные ракетки не продаются в готовом виде. Игрок или тренер игрока выбирают основание и накладки по отдельности. В специализированных магазинах резина (topsheet) и губки (sponge) также могут продаваться и собираться отдельно.
В начале встречи и при смене ракетки во время встречи игрок должен показать свою ракетку сопернику и судье с целью её осмотра на соответствие правилам.

## Бадминтон

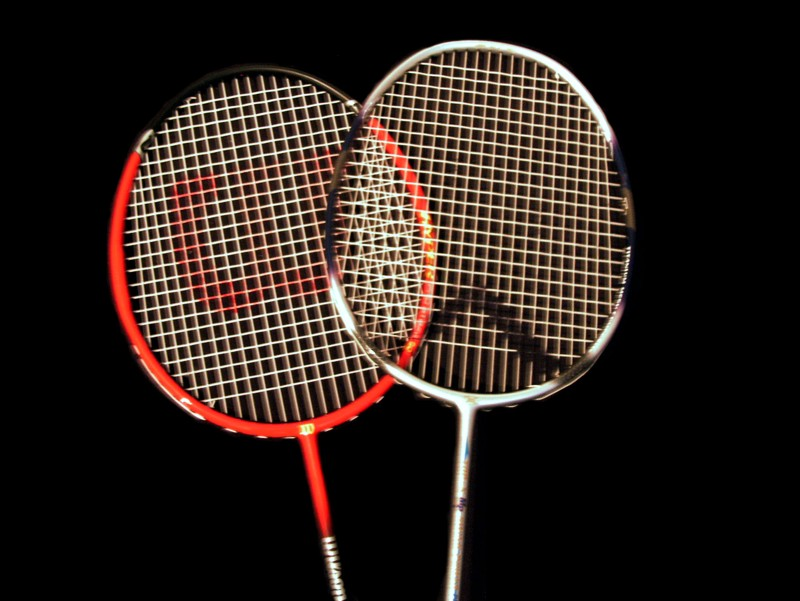
Ракетки для бадминтона

Современные ракетки для бадминтона изготавливаются из углеродистой стали. Вес таких ракеток составляет от 80 до 100 грамм.

## Хагоита

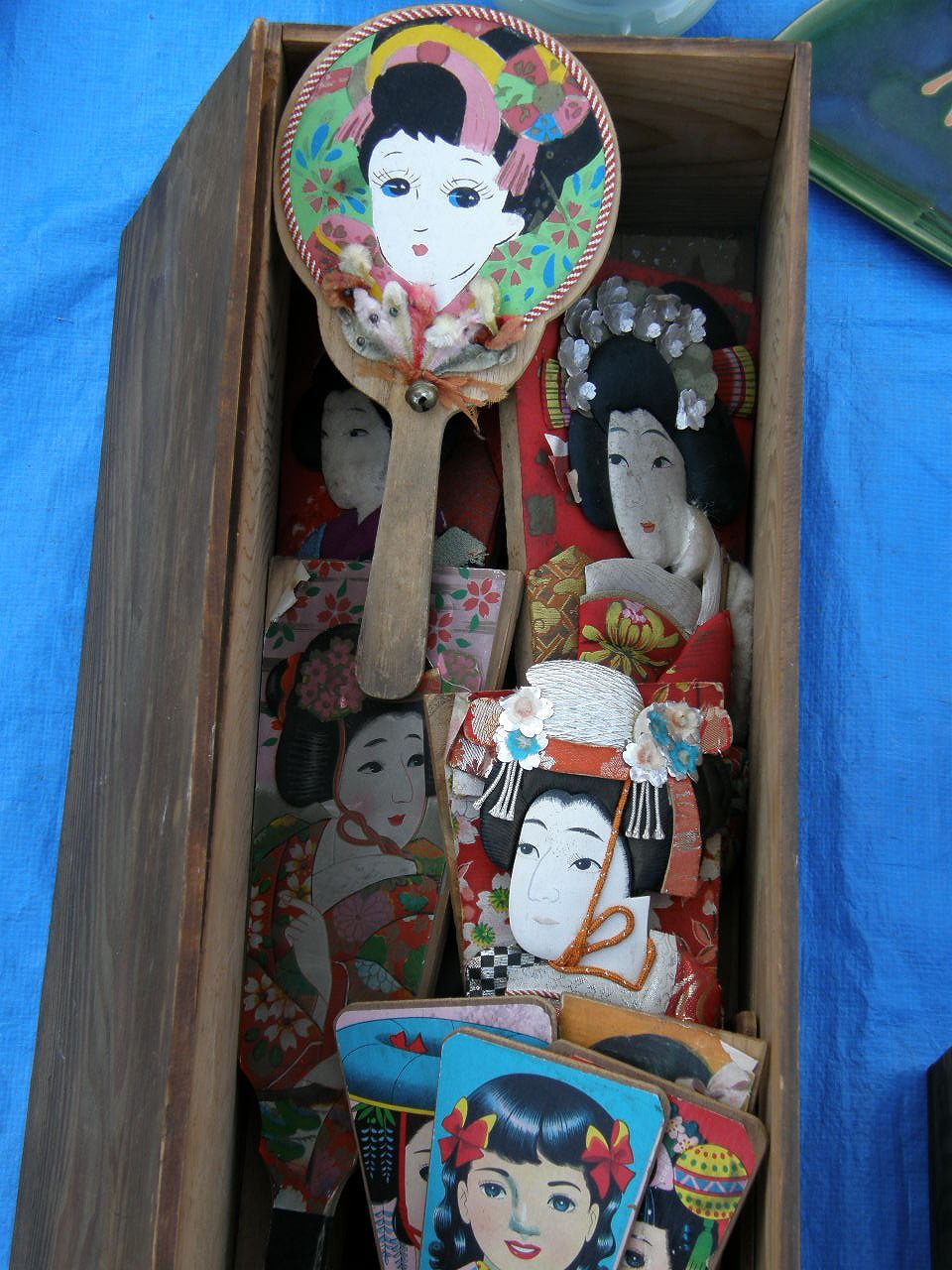
Японские ракетки хагоита

Японские ракетки «хагоита» для игры в волан изготавливали из плоской дощечки, без струн. Со временем популярность игры упала, а ракетки превратились в сувенирную продукцию, их украшают куклами и объёмной аппликацией.